# Rue Victor-Hugo (Bois-Colombes)
Pour les articles homonymes, voir Rue Victor-Hugo.
La rue Victor-Hugo est un des axes principaux de Bois-Colombes et de Colombes. Elle suit le trajet de la route départementale D 13B.

## Situation et accès

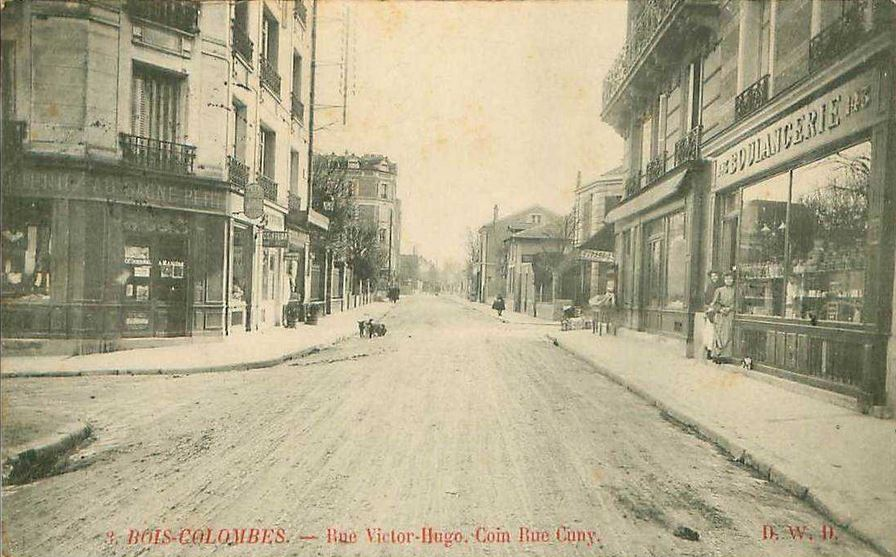
Rue Victor-Hugo à la rue Cuny.

Cette rue résidentielle longe la ligne de Paris-Saint-Lazare au Havre et est accessible par la gare de Bois-Colombes et la gare de Colombes. Son tracé indique la limite du quartier nord de la ville.
Elle commence côté nord, dans l'alignement de l'avenue Ménelotte. Après la bifurcation de la rue Hoche, elle marque le début de la rue Jean-Brunet, anciennement rue des Ormonds.
Elle croise ensuite la route départementale D 11B au carrefour de l'avenue Charles-de-Gaulle et de la rue d'Estienne-d'Orves.
Elle se termine à la rue des Bourguignons, d'où elle est prolongée par la rue de Colombes qui se dirige vers l'hôtel de ville d'Asnières-sur-Seine.

## Origine du nom
Le nom de cette rue rend hommage à Victor Hugo, écrivain français.

## Historique

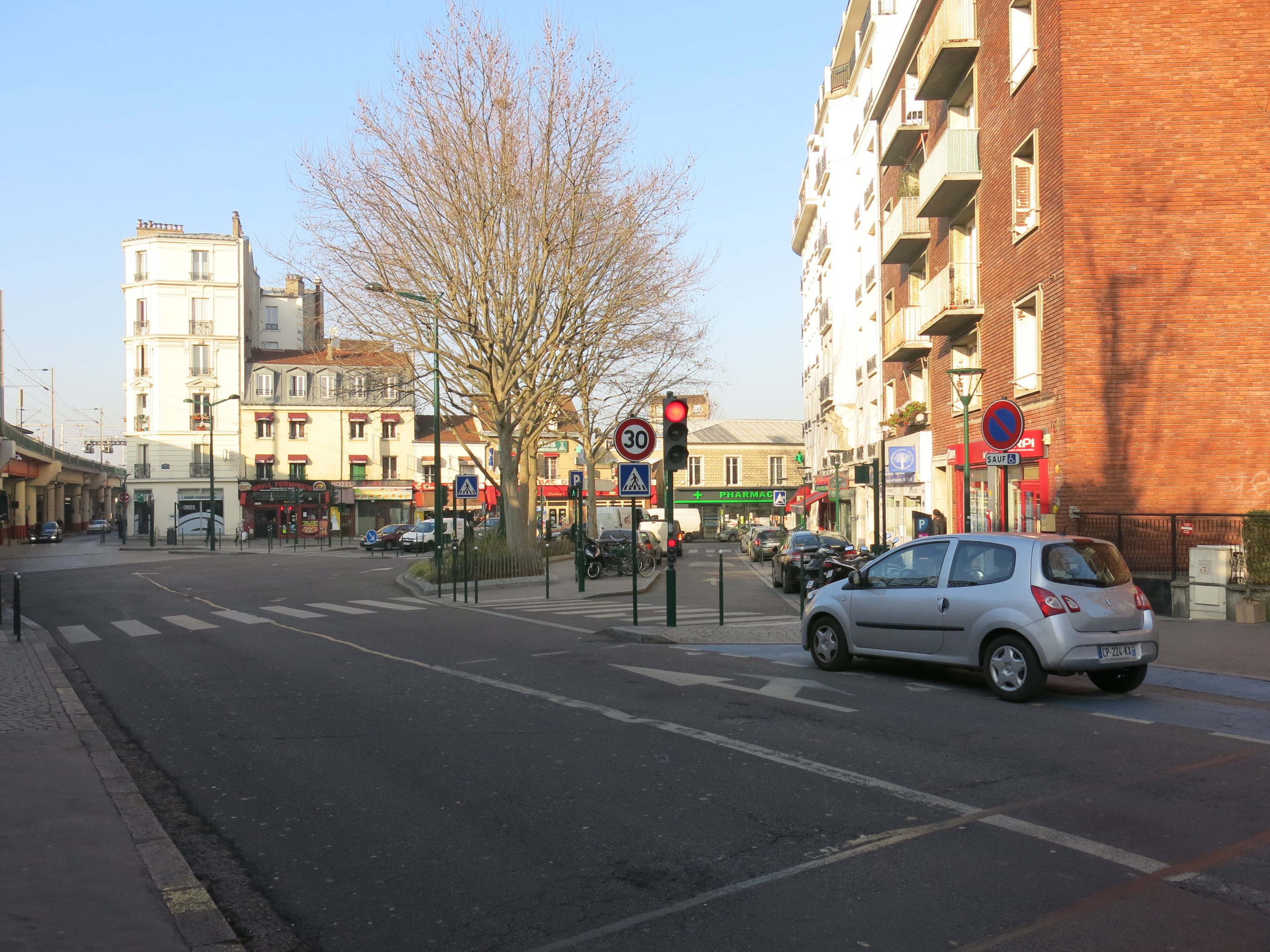
Place de la gare à Colombes.

Cette voie qui s'appelait « chemin d'Asnières », est devenue la « rue Victor-Hugo » le 10 janvier 1886.

## Bâtiments remarquables et lieux de mémoire

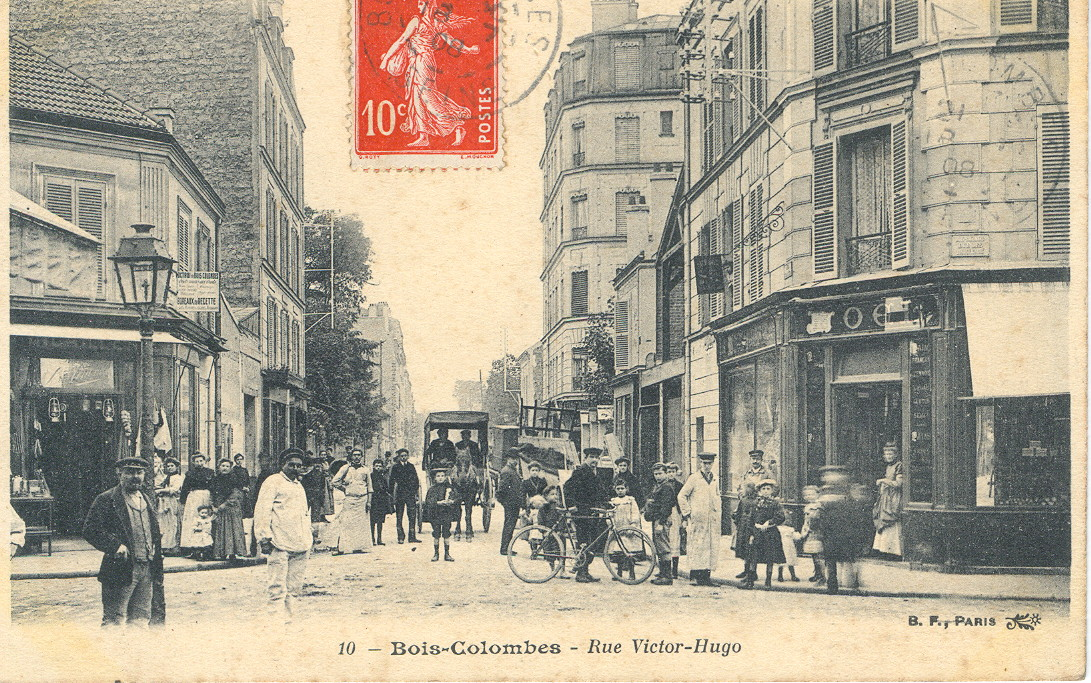
Bois-Colombes - Rue Victor-Hugo.

- Gare de Colombes, ouverte en 1851.
- Gare de Bois-Colombes, mise en service en 1857.